# Johan Willem Simon van Haersolte
Pour les articles homonymes, voir Van Haersolte.
Johan Willem Simon van Haersolte, né le 16 février 1764 à Zutphen et mort le 1er juillet 1817 à Maastricht, est un homme politique néerlandais.

## Biographie
Johan Willem Simon van Haersolte entre dans la marine néerlandaise en 1781 et devient lieutenant en 1782. À la fin de la quatrième guerre anglo-néerlandaise en 1784, il quitte la marine. Le 8 avril 1784, il devient capitaine du régiment des dragons wallons au service de l'Autriche. En novembre 1787, Van Haersolte intègre le régiment français du Royal Liégeois, jusqu'en avril 1792, lorsque la France déclare la guerre à l'Autriche. Il rentre aux Pays-Bas en 1794 après un séjour à Zurich.
En 1795, tout comme ses frères, il participe à la Révolution batave aux côtés des patriotes. Il rentre à la municipalité d'Arnhem, dont il devient le bourgmestre, et aux États généraux pour la Gueldre. En février 1796, il est élu député d'Elst. Unitariste, il se prononce en faveur de l'amalgame de la dette. Il n'est pas réélu lors du renouvellement  de l'assemblée en août 1797. En février 1798, il entre au ministère de la Guerre, sous la direction de Gerrit Pijman. 
Il représente de nouveau la Gueldre au Corps législatif batave de 1800 à 1805. Le grand pensionnaire Rutger Jan Schimmelpenninck le nomme à la Cour des comptes le 2 août 1805. Après l'annexion française en 1810, Van Haersolte devient agent-comptable de la flotte française à Varel puis agent-comptable de la ville de Hambourg de 1812 à la chute de Napoléon en 1814.